# Platja d'Arañón
La platja d'Arañón és una platja situada en la costa central del Principat d'Astúries (Espanya), en el concejo d'Avilés i pertany a la localitat de Nieva. Té forma de petxina, la longitud mitjana és d'uns 140 m i una amplària mitjana d'uns 25-30 m. El seu entorn és rural, amb un grau d'urbanització i una perillositat baixa. L'accés rodat és fins a la mateixa platja. El jaç és de sorra de gra torrat i grandària fina amb algun còdol. L'ocupació és baixa i el grau d'urbanització és mitjà.
Per accedir a aquesta platja cal localitzar prèviament els nuclis de població més propers que en aquest cas són Nieva i Zelúan.Està molt prop del Faro de San Juan de Nieva i a unes instal·lacions en forma de zona de pícnic molt petita i un bar proper. Per tot això és la platja més visitada de les tres que té el concejo d'Avilés però mai de forma massiva, ja que en l'altre marge del riu hi ha platges de molt bona qualitat de sorra. aigua i extensió. De vegades es troben restes arqueològiques del Paleolític inferior.
Als banyistes se'ls recomana no endinsar-se en la ria pels corrents que hi ha. L'activitat més recomanada és la pesca recreativa a canya. S'ha pescat, amb vaixell o canya, un exemplar de polp gegant tipi Haliphron mitjançant la modalitat d'arrossegament, un Architeuthis dux en el calador d'Agudo de Tierra, enfront d'Avilés i un pixín de 50 kg el 18 d'abril del 2008.